# Cryphia rectilinea
Cryphia rectilinea är en fjärilsart som beskrevs av W. Warren 1909. Cryphia rectilinea ingår i släktet Cryphia och familjen nattflyn. Inga underarter finns listade i Catalogue of Life.